# Miley Cyrus
Miley Ray Cyrus, nata Destiny Hope Cyrus (Franklin, 23 novembre 1992), è una cantautrice e attrice statunitense.
È diventata famosa grazie al ruolo di Miley Stewart/Hannah Montana nella serie televisiva di Disney Channel Hannah Montana (2006-2011). Nell'ottobre 2006 viene pubblicata la prima colonna sonora della serie, appunto intitolata Hannah Montana, nella quale Cyrus interpreta nove brani, di cui otto come Hannah Montana e uno come se stessa. Nel 2007 firma un contratto discografico con la Hollywood Records per intraprendere la carriera solista e pubblica l'album in studio Hannah Montana 2: Meet Miley Cyrus. Nello stesso anno si esibisce con il Best of Both Worlds Tour, in cui canta sia come se stessa che come Hannah Montana. Il tour si trasforma poi in un film-concerto ed un album dal vivo, Hannah Montana & Miley Cyrus: Best of Both Worlds Concert, entrambi resi disponibili nel gennaio del 2008.
Nel 2008 pubblica il suo secondo album da solista, Breakout e gira il film Hannah Montana: The Movie, distribuito nel 2009; durante la primavera e l'estate del 2009 vengono messe in commercio altre due colonne sonore della serie: Hannah Montana: The Movie e Hannah Montana 3. Alla fine del 2009, Billboard la inserisce al quarto posto nella classifica delle artiste più remunerate e al quinto posto tra gli artisti dell'anno. Tra il 2009 e il 2010 pubblica l'EP The Time of Our Lives e il terzo album Can't Be Tamed. Nel 2010 gira anche l'ultima stagione di Hannah Montana, che per l'occasione viene rinominata Hannah Montana Forever.
Nel 2013 il periodico statunitense Maxim l'ha posizionata al primo posto della propria Hot 100, una lista delle cento donne più sexy al mondo. La cantante stravolge quindi totalmente la sua immagine, per la quale viene ampiamente criticata, e nello stesso anno viene pubblicato l'album Bangerz, contenente la contestata hit Wrecking Ball, successo commerciale con cui la cantante raggiunge per la prima volta la vetta della Billboard Hot 100. Dopo Miley Cyrus & Her Dead Petz (2015) e Younger Now (2017), nel 2020 si presenta con uno stile maggiormente orientato al rock per l'album Plastic Hearts, cui ha fatto seguito una nuova pausa di tre anni fino alla pubblicazione di Endless Summer Vacation (2023), da cui è tratto il singolo di successo mondiale Flowers, che le permette di vincere i suoi primi due Grammy Award in carriera. Nel 2025 pubblica il suo nono album in studio Something Beautiful. 

## Biografia

Firma di Miley Cyrus

Figlia del cantante country Billy Ray Cyrus e di Letitia "Tish" Cyrus, ha due fratelli minori, Braison (1994) e Noah (2000); da parte di madre ha due fratellastri, Brandi (1987) e Trace (1989), successivamente adottati da Billy Ray Cyrus, mentre da parte di padre ha un fratellastro, Christopher Cody (nato nel 1992, sette mesi prima di Miley).
Il nome Destiny Hope le fu assegnato dai suoi genitori poiché erano convinti che la figlia avrebbe raggiunto grandi obiettivi una volta cresciuta; le diedero poi il soprannome Smiley, accorciato poi in Miley, perché da bambina sorrideva spesso. Era molto vicina al nonno paterno Ronald Ray Cyrus, deceduto nel 2006; per questi motivi, nel gennaio 2008, ha legalmente cambiato il suo nome da Destiny Hope Cyrus a Miley Ray Cyrus.

### Esordi

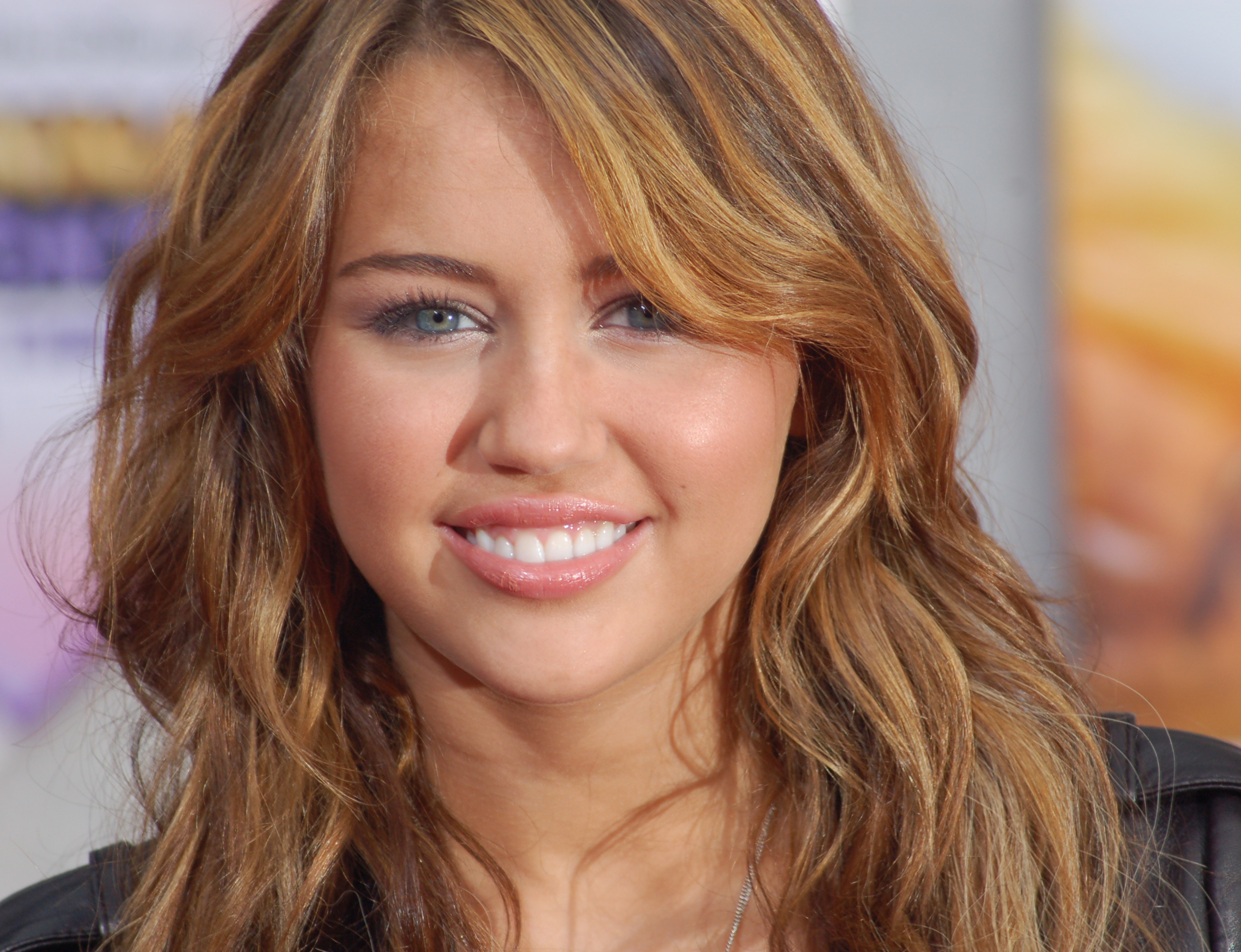
Miley Cyrus alla première di Hannah Montana: The Movie nel 2009

Nel 2001, all'età di otto anni, insieme alla sua famiglia si trasferisce a Toronto per motivi di lavoro: in questo periodo infatti il padre registra la serie televisiva Doc. Inizia a prendere lezioni di canto e recitazione. Nel suo primo ruolo interpreta una ragazza di nome Kylie in Doc. Nel 2003 debutta sul grande schermo nel film Big Fish - Le storie di una vita incredibile di Tim Burton, interpretando Ruthie da piccola.
A 12 anni partecipa ai provini per vestire i panni di Hannah Montana nell'omonima serie televisiva in onda su Disney Channel. In realtà si candida per il ruolo della migliore amica della protagonista, Lilly Truscott (ruolo che viene poi assegnato all'attrice Emily Osment) ma viene inizialmente rifiutata perché la Disney la giudica «troppo piccola». Ottiene in seguito la parte di Chloe Stewart/Hannah Montana, il nome della quale verrà poi cambiato in Miley Stewart. Durante tutta la registrazione della serie, Cyrus continua a studiare con un tutor privato.
All'inizio della carriera, la madre Tish è stata la sua manager, approvando e co-gestendo le decisioni riguardo alla carriera della figlia. Il padre Billy Ray si è invece occupato della gestione del patrimonio della figlia fino al compimento della maggiore età da parte di quest'ultima.

### 2006-2007: il successo diHannah Montana
La serie Hannah Montana ottenne successo immediato e il The Daily Telegraph definì Cyrus come un idolo per i ragazzi della sua generazione. La serie televisiva debuttò negli Stati Uniti d'America il 26 marzo 2006 e divenne quella con indice di ascolto più alto nella storia di Disney Channel. Divenne anche la prima artista a interpretare musica, film, telefilm e promuovere prodotti di consumo all'interno della The Walt Disney Company.

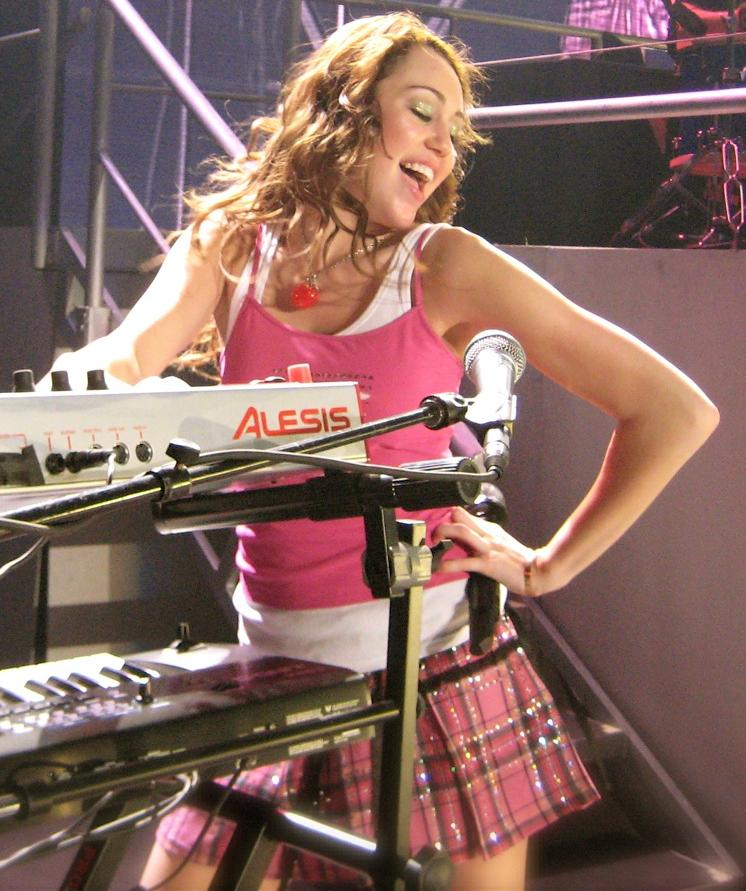
Miley Cyrus in un'esibizione del Best of Both Worlds Tour

Il suo primo singolo fu The Best of Both Worlds, ovvero la sigla di Hannah Montana, che venne pubblicato negli Stati Uniti il 28 marzo 2006. La canzone (come tutte quelle presenti nel telefilm) venne cantata dalla Cyrus con lo pseudonimo di Hannah Montana. La prima canzone uscita con il suo nome fu la reinterpretazione di Zip-a-Dee-Doo-Dah di James Baskett, pubblicata il 4 aprile 2006. Sempre nei panni di Hannah Montana, il 15 settembre 2006 la Cyrus aprì per venti date i concerti del The Party's Just Begun Tour delle The Cheetah Girls. Il 24 ottobre dello stesso anno, la Walt Disney Records pubblicò la prima colonna sonora di Hannah Montana, semplicemente intitolata come la protagonista. Delle nove tracce presenti, otto furono cantate con lo pseudonimo di Hannah Montana e una, I Learned from You insieme al padre, Billy Ray Cyrus. L'intero album raggiunge la prima posizione della Billboard 200.
La seconda stagione di Hannah Montana venne distribuita negli Stati Uniti il 23 aprile 2007 (19 settembre dello stesso anno in Italia) e fu accompagnata da un doppio album. Il primo disco era la colonna sonora della seconda stagione di Hannah Montana, mentre il secondo, chiamato Meet Miley Cyrus, fu l'album di debutto da solista. Anche questo album doppio raggiunse il primo posto nella Billboard 200 e venne certificato tre volte disco di platino dalla Recording Industry Association of America. Dall'album furono estratti come singoli See You Again e Start All Over.
Alla fine del 2007 venne indetto il suo primo tour, il Best of Both Worlds Tour per promuovere Meet Miley Cyrus e la colonna sonora di Hannah Montana. Tre sono le band di supporto: i Jonas Brothers, Aly & AJ e le Everlife. Il tour iniziò il 17 ottobre 2007 e finì il 31 gennaio 2008, facendo tappa negli Stati Uniti d'America e nel Canada. Tutte le tappe ebbero successo e i biglietti vennero venduti in poco tempo.

### 2008-2009:Breakoute carriera cinematografica

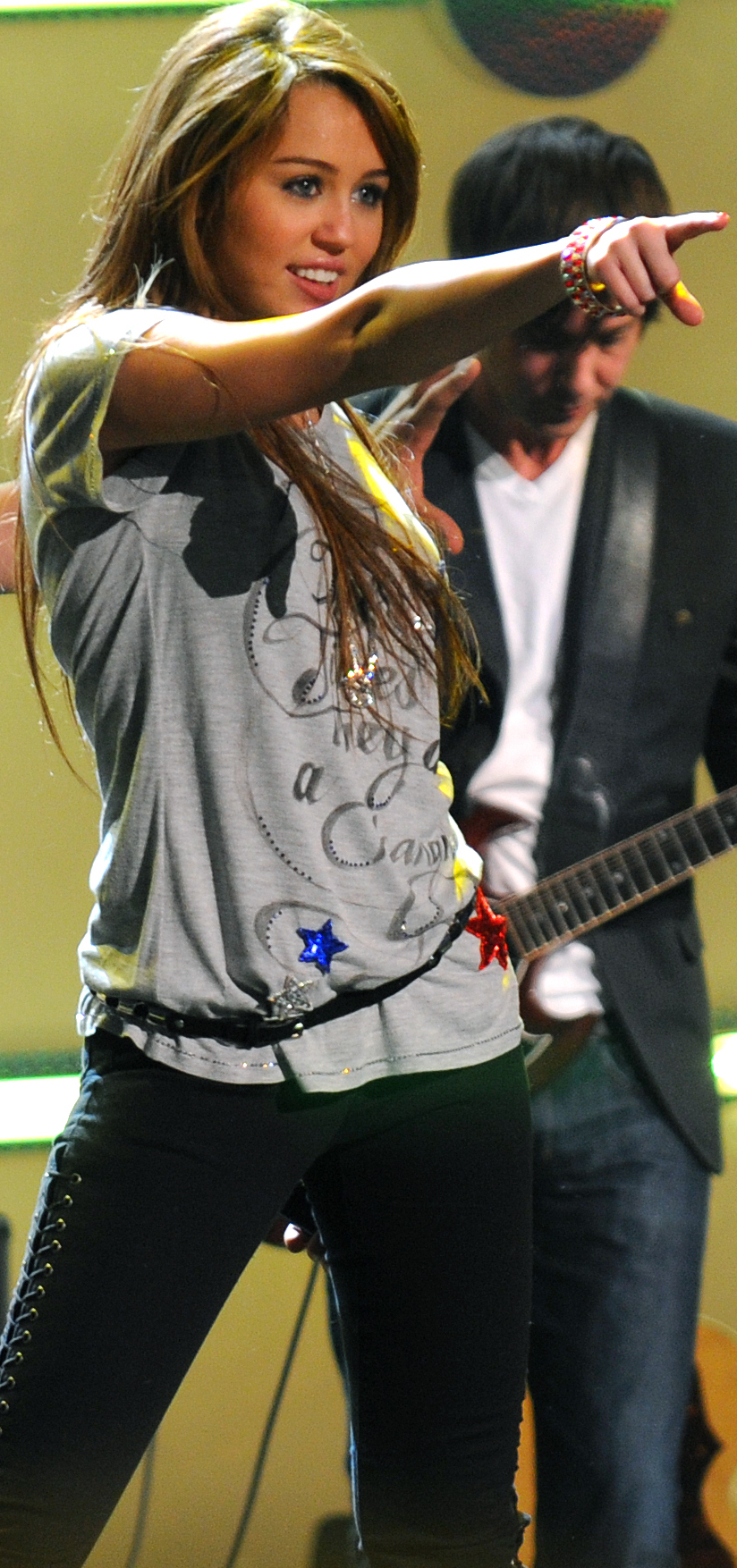
Miley Cyrus si esibisce durante il Kids Inaugural: We Are the Future nel 2009

Dopo la fine del Best of Both Worlds Tour nel gennaio 2008, la Walt Disney Pictures distribuì Hannah Montana & Miley Cyrus: Best of Both Worlds Concert, un film-concerto 3D del tour. Il film incassò oltre 31 milioni di dollari al box-office per una media di 42 000$ a sala, il doppio del totale previsto. La colonna sonora del film è stata pubblicata negli Stati Uniti dalla Walt Disney Records e dalla Hollywood Records l'11 marzo 2008 e raggiunse la posizione numero tre della Billboard 200.
Il 22 luglio 2008 l'artista pubblicò accreditandosi col suo nome d'arte di Miley Cyrus il proprio secondo album in studio, Breakout. L'album debuttò in vetta alla Billboard 200 statunitense e il suo singolo di lancio, 7 Things, raggiunse la nona posizione della rispettiva classifica dei singoli statunitense. Nell'aprile 2008 condusse i CMT Music Awards insieme al padre Billy Ray Cyrus e nello stesso anno anche i Teen Choice Awards.
Nel 2009 partecipò al doppiaggio del cartone animato Disney Bolt - Un eroe a quattro zampe, al fianco di John Travolta. Il brano che fa da colonna sonora al film, I Thought I Lost You, le fece guadagnare la sua prima candidatura ai Golden Globe. Nello stesso periodo viene anche registrato l'EP The Time of Our Lives, contenente il singolo Party in the U.S.A., il quale ha raggiunto la seconda posizione della Billboard Hot 100 ed è diventato un inno celebrativo in occasione della festa nazionale di indipendenza statunitense.
Nel marzo 2009 pubblicò il romanzo La mia strada (Miles to Go), scritto insieme ad Hilary Liftin. Sempre nel 2009, il ruolo di Hannah Montana viene portato sul grande schermo con il film Hannah Montana: The Movie. Sia il film che la colonna sonora, che contiene dodici canzoni, ebbero un buon successo commerciale, mentre il singolo estratto dalla colonna sonora, The Climb, entrò nelle prime 40 posizioni di dodici paesi e introdusse Miley Cyrus ad un pubblico musicalmente più maturo. Dal settembre al dicembre 2009 Miley fu impegnata nel Wonder World Tour per promuovere Breakout e The Time of Our Lives. Grazie a questo tour, stabilì un record relativo al maggior numero di persone radunate alla O2 Arena di Londra. Nell'ottobre 2009 fece un cameo nel film Sex and the City 2, interpretando se stessa. Il 7 dicembre 2009 si esibì per la Regina Elisabetta II e numerosi altri membri della famiglia reale britannica al Royal Variety Performance a Blackpool, in Inghilterra.

### 2010-2012:Can't Be Tamed

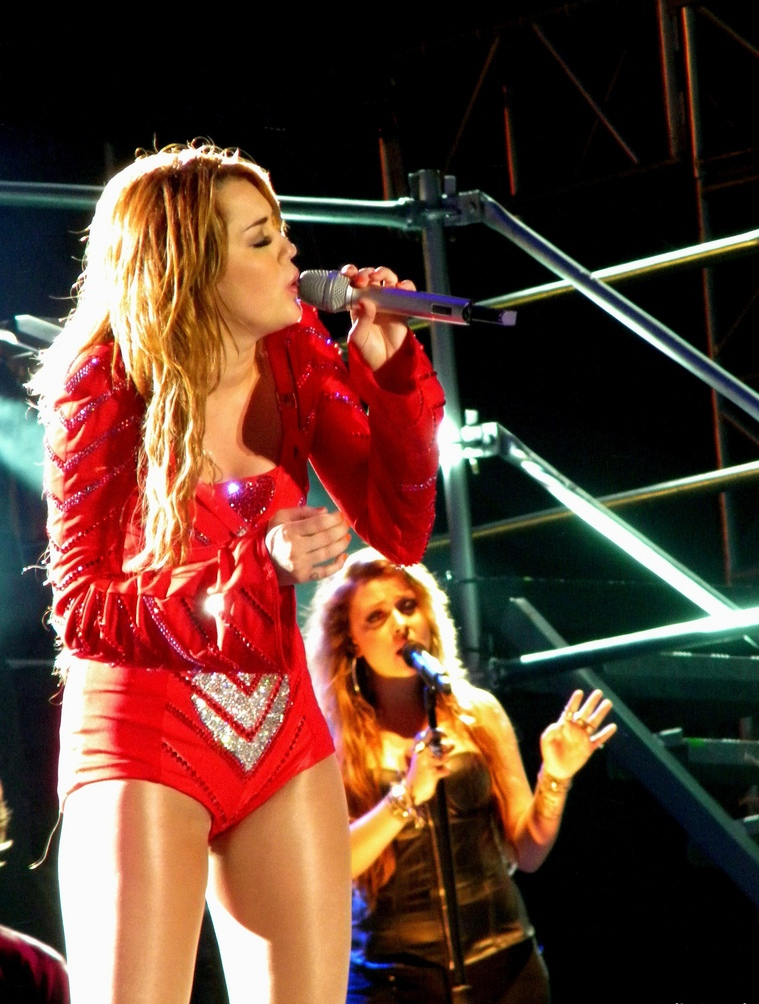
Miley Cyrus durante il Gypsy Heart Tour a San Paolo nel 2011

La produzione della quarta ed ultima stagione di Hannah Montana iniziò il 18 gennaio 2010, per poi concludersi quattro mesi dopo a metà maggio. Nel tentativo di costruire un'immagine di se maggiormente matura, Cyrus prese parte al film The Last Song, la cui produzione venne portata avanti nel corso dell'estate del 2009 e che uscì il 31 marzo 2010 negli Stati Uniti e ricevette in generale recensioni negative. Basato sull'omonimo romanzo di Nicholas Sparks, il film fu un buon successo commerciale, incassando oltre 88 milioni di dollari al box office di tutto il mondo.
A pochi mesi di distanza dalla distribuzione della pellicola, la cantante ha pubblicato il singolo Can't Be Tamed, caratterizzato da sonorità maggiormente orientate alla dance e oggetto di controversie dalla critica specializzata a causa del suo testo. Il brano ha anticipato l'uscita del terzo album, l'omonimo Can't Be Tamed, che ha debuttato con una vendita pari a 106 000 nella Billboard 200 statunitense, suo primo album a non raggiungere la vetta in patria. Il 18 ottobre 2010 uscì il video di Who Owns My Heart, secondo estratto dall'album Can't Be Tamed in esclusiva per il mercato europeo.
Al fine di promuovere Can't Be Tamed, nella primavera 2011 diede il via al Gypsy Heart Tour, privo di concerti in Nord America. Cyrus giustificò tale scelta affermando di voler esibirsi solo in quei paesi in cui sentiva di essere maggiormente apprezzata. La pubblicazione di Can't Be Tamed ha inoltre segnato la fine del contratto con l'etichetta Hollywood Records. Dopo l'uscita dell'album e una volta adempiuti gli obblighi contrattuali con Hannah Montana, Cyrus annunciò di volersi prendersi una pausa dal mondo della musica per concentrarsi sulla propria carriera cinematografica, oltre al fatto che non avrebbe proseguito gli studi universitari.
Nel marzo 2011 presentò una puntata del talk show Saturday Night Live. Nel mese di novembre di quell'anno fu annunciato che Cyrus avrebbe prestato la voce di Mavis nel film d'animazione Hotel Transylvania; tuttavia nel febbraio 2012 venne sostituita da Selena Gomez. All'epoca Cyrus affermò che il motivo per cui rinunciò al film era il desiderio di ritornare a lavorare su nuova musica, ma emerse successivamente che la ragione dietro la sua uscita fu lo scandalo dietro una foto che la ritraeva leccare una torta a forma fallica per il compleanno dell'allora fidanzato Liam Hemsworth. Nel 2012 prese parte al film indipendente LOL - Pazza del mio migliore amico (remake di una commedia francese del 2008), che ebbe distribuzione cinematografica limitata e si rivelò un flop commerciale, e alla Una spia al liceo, dove interpretò il ruolo di un agente dell'FBI sotto copertura in una confraternita del college.

### 2012-2015:BangerzeHer Dead Petz

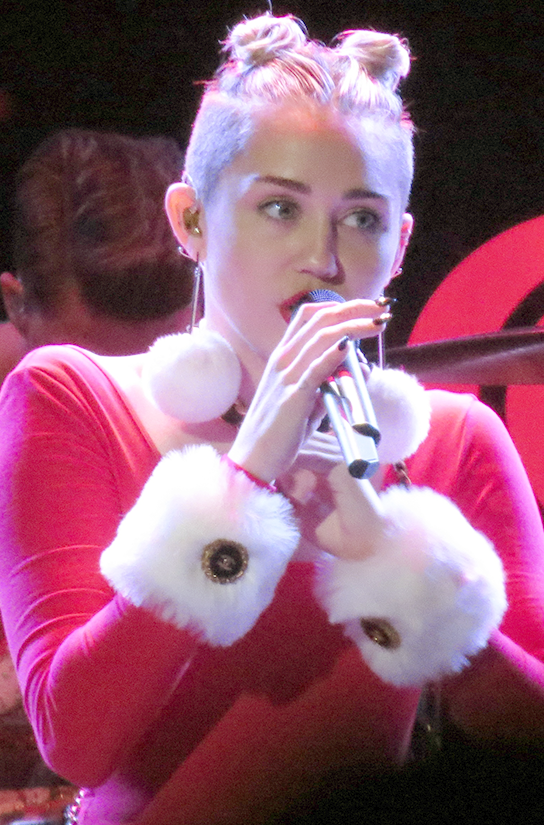
Miley Cyrus in concerto a Tampa nel dicembre 2013

Nel 2012 ha partecipato alla realizzazione dell'album tributo Chimes of Freedom - The Songs of Bob Dylan, incidendo una sua versione di You're Gonna Make Me Lonesome When You Go, il cui video viene pubblicato dal canale YouTube di Amnesty International. A giugno 2012 viene invece pubblicato Morning Sun, brano cantato con il team discografico Rock Mafia. Il giorno successivo la Cyrus fornì i primi dettagli circa il quarto album in studio, affermando che sarebbe stato registrato a Miami insieme al produttore Pharrell Williams; inoltre, la cantante diede come data ipotetica di pubblicazione del progetto l'inizio del 2013. In un'intervista a The Tonight Show with Jay Leno del 12 ottobre 2012, la cantante aggiunse che l'album sarebbe stato molto più maturo rispetto a quelli precedenti e che stava pianificando un tour mondiale con tappe inedite:
Intorno allo stesso periodo Cyrus ha attirato una significativa attenzione da parte dei media quando ha tagliato i suoi capelli castani, tradizionalmente lunghi, in favore di un taglio corto e platino; ha commentato che «non si era mai sentita più [se stessa] in [sua] tutta la vita» e che «ha davvero cambiato la [sua] vita».
Nel novembre 2012 viene pubblicato il singolo Decisions, cantato insieme a Borgore, mentre il 30 gennaio 2013 Miley firma un nuovo contratto discografico con la RCA Records, casa discografica controllata dalla Sony Music. Nel marzo del 2013 Miley è protagonista della copertina della rivista Cosmopolitan. Il 3 aprile 2013 viene diffuso online Ashtrays and Heartbreaks, brano realizzato con la collaborazione di Snoop Dogg e presente nell'album di quest'ultimo, Reincarnated. Il relativo video è stato pubblicato il 30 maggio. Nel frattempo, il 16 aprile viene pubblicato il singolo Fall Down in collaborazione con will.i.am e il 23 maggio viene confermata la partecipazione della cantante al brano 23 di Mike Will Made It, insieme a Wiz Khalifa e Juicy J, reso disponibile nel successivo mese di settembre.
A maggio, in occasione degli annuali Billboard Music Awards, la cantante ha annunciato che il 3 giugno sarebbe stato pubblicato We Can't Stop, il singolo di lancio del quarto album in studio. We Can't Stop, che segna il ritorno della cantante come artista principale dopo circa tre anni, registra un notevole successo commerciale a livello internazionale e in particolare si spinge fino alla prima posizione della classifica dei singoli britannici. Due mesi più tardi viene confermato il titolo del quarto album in studio, ovvero Bangerz, e la data di uscita fissata per l'8 ottobre 2013. Il 25 agosto 2013, in occasione della 30ª edizione degli MTV Video Music Awards, la cantante si è esibita in un medley con Robin Thicke composto da We Can't Stop e il singolo di Thicke Blurred Lines. Nelle ore successive, la performance è diventata virale e ha attirato l'attenzione da parte dei media mondiali nonché sollevato diverse polemiche dal momento che la cantante, durante la stessa, aveva promosso atti volgari e simulazioni sessuali. Sempre in data 25 agosto è stato pubblicato il singolo Wrecking Ball e contemporaneamente Bangerz viene reso disponibile il pre-ordine sulla piattaforma iTunes. Il 9 settembre 2013 è stato pubblicato il controverso video di Wrecking Ball, diretto e girato da Terry Richardson. Il brano si è rivelato un successo immediato tanto da consentire alla cantante di raggiungere la sua prima numero uno nella Billboard Hot 100 statunitense e la vetta in diversi altri Paesi, come il Canada e nuovamente il Regno Unito; allo stesso modo anche il video in breve tempo è ha ottenuto immediata popolarità, venendo infatti visualizzato per 19 milioni di volte nelle prime 24 ore di disponibilità.
Al momento della sua pubblicazione, Bangerz viene accolto da recensioni per lo più positive da parte della critica specializzata e ha debuttato direttamente al primo posto della Billboard 200 statunitense con una vendita di oltre 270 000 copie durante la prima settimana di disponibilità. Il 26 ottobre seguente la cantante ha annunciato, durante un'apparizione al Saturday Night Live, il Bangerz Tour, che è iniziato il 14 febbraio 2014 a Vancouver ed ha tenuto la cantante impegnata con concerti nelle arene delle principali città di tutto il mondo. Inoltre, ha partecipato in qualità di artista ospite al brano Real and True con Mr. Hudson, messo in vendita il 5 novembre 2013. Il 6 dicembre è stato invece estratto come terzo singolo da Bangerz il brano Adore You, mentre il relativo videoclip è invece stato pubblicato il 26 dicembre 2013.
Il 18 maggio 2014 si è esibita ai Billboard Music Awards alla MGM Grand Garden Arena, a Las Vegas. La Cyrus ha registrato durante il suo concerto a Manchester una versione di Lucy in the Sky with Diamonds con i The Flaming Lips per poi trasmetterla dal vivo nell'ambito della manifestazione. Terminato l'evento, la Cyrus pubblica la cover della canzone. A giugno vengono diffuse su Internet due tracce scartate da Bangerz, Pretty Girls (Fun) e Last Goodbye. Di Last Goodbye, che la cantante ha composto in seguito alla morte della sua cagnolina Lila, la cantante stessa aveva pubblicato una breve anteprima au YouTube un anno prima.
Dopo quattro anni di assenza, il 1º luglio 2014 Forbes la include al diciassettesimo posto nella classifica riguardante le celebrità più potenti del momento vicino a Mariah Carey e Taylor Swift. Ad agosto 2014, la Bluewater Productions ha documentato la sua vita in un libro intitolato Fame: Miley Cyrus, cominciando dalla sovracitata performance agli MTV Video Music Awards 2013 e dai successi degli anni passati con Hannah Montana. Il libro è stato scritto da Michael L. Frizell e contiene anche alcuni ritratti disegnati dall'artista Juan Luis Rincón.
Miley Cyrus ha rivelato la sua collaborazione con Jeremy Scott, designer di Moschino, per la sua sfilata alla settimana della moda di New York di settembre. La Cyrus ha realizzato una serie di opere d'arte psichedeliche che sono state esposte durante lo show di Scott.
Durante gli MTV Video Music Awards 2014 Miley Cyrus, dopo aver trionfato nell'ambita categoria di video dell'anno grazie a Wrecking Ball, ha affermato di essere al lavoro al suo quinto album di inediti, previsto per l'anno seguente. Un anno più tardi, in occasione della 32ª edizione degli MTV Video Music Awards, svoltasi il 30 agosto 2015 presso il Microsoft Theater di Los Angeles, alla Cyrus è stata affidata la conduzione dell'evento, al termine del quale ha annunciato a sorpresa il suo quinto album in studio, Miley Cyrus & Her Dead Petz, e ha presentato per la prima volta dal vivo il brano Dooo It!. Il disco, scritto e prodotto principalmente dalla stessa Cyrus, è stato descritto come sperimentale e psichedelico, con elementi di pop psichedelico, rock psichedelico e indie pop. Originariamente reso disponibile esclusivamente sulla piattaforma di streaming SoundCloud, l'album è stato pubblicato per il download digitale su iTunes solo il 10 aprile 2017.

### 2016-2019:Younger Now,She Is Cominge progetti televisivi
Nel mese di gennaio 2016 Cyrus recitò nel ruolo di co-protagonista in Crisi in sei scene, serie televisiva scritta e diretta interamente dal celebre regista Woody Allen e distribuita da Amazon Prime nel mese di settembre dello stesso anno. Durante la première dell'episodio pilota della serie, la cantante dichiara quanto sia stato proficuo per lei a livello educativo lavorare con Allen, che considera come una fonte di ispirazione. Nel marzo 2016 ha ottenuto il ruolo di key advisor per il talent show The Voice. Nel corso dello stesso mese ha firmato un contratto che le ha garantito il ruolo di giudice principale per l'undicesima stagione di The Voice in sostituzione a Gwen Stefani: così facendo, diviene il più giovane giudice nella storia dello show.

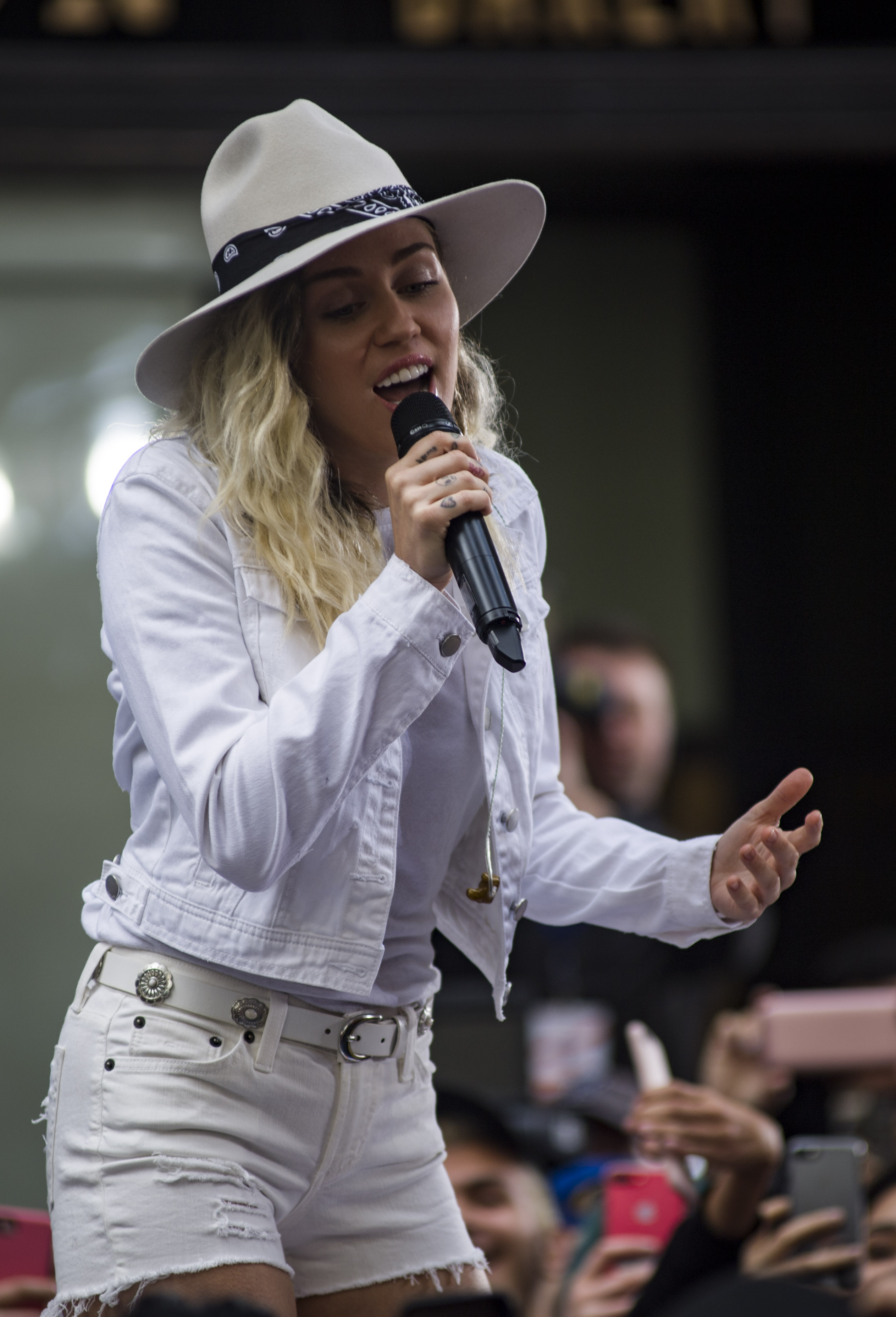
Miley Cyrus al Today Show nel 2017

In un'intervista concessa alla rivista statunitense Billboard il 3 maggio 2017, Miley Cyrus ha annunciato l'uscita del primo singolo estratto dal sesto album in studio, ovvero Malibu, pubblicato l'11 maggio successivo in concomitanza al relativo videoclip. Il giorno precedente alla pubblicazione del brano, la cantante ha rivelato che il debutto televisivo di esso sarebbe avvenuto in occasione degli annuali Billboard Music Awards del 21 maggio. Malibu ha raggiunto la decima posizione della Billboard Hot 100 statunitense e ha registrato un buon successo commerciale anche in Canada e Oceania.
Il sesto album in studio, Younger Now, è stato pubblicato il 29 settembre 2017 ed è stato anticipato anche dal singolo promozionale Inspired, contenente messaggi di supporto alla comunità LGBT, e dal secondo estratto, ovvero l'omonimo Younger Now. Successivamente Cyrus ha confermato a MTV che non sarebbe stato intrapreso alcun tour promozionale o pubblicato ulteriori singoli dal disco, così da concentrarsi sul proprio lavoro al talent show The Voice, per cui ritorna a ricoprire il ruolo di coach nella tredicesima stagione dopo essersi assentata nella dodicesima.
Il 29 novembre 2018 ha pubblicato assieme al produttore e cantante britannico Mark Ronson il singolo Nothing Breaks like a Heart, di cui è anche coautrice. Il brano ottiene un buon successo commerciale, raggiungendo la seconda posizione della Official Singles Chart britannica, e viene incluso nell'album di Ronson Late Night Feelings. Grazie al brano, Cyrus ottiene la prima candidatura in assoluto ai BRIT Awards 2020, nella categoria di canzone dell'anno.
Il 31 maggio 2019 Miley Cyrus ha pubblicato l'EP She Is Coming, promosso il successivo 2 luglio dal videoclip del primo ed unico estratto Mother's Daughter. Il 16 agosto è stato diffuso il singolo inedito Slide Away, in cui Miley Cyrus canta implicitamente della sua separazione dal marito e che è stato accompagnato da un video musicale pubblicato il mese seguente, mentre il 13 settembre seguente è stato messo in commercio Don't Call Me Angel, collaborazione della cantante con Ariana Grande e Lana Del Rey e primo singolo estratto dalla colonna sonora del film Charlie's Angels.
Contemporaneamente all'attività musicale, Cyrus ha ripreso la sua carriera da attrice, partecipando ad un episodio della quinta stagione della serie televisiva Black Mirror, in cui ha interpretato una popstar di nome Ashley O; attraverso questo pseudonimo sono stati pubblicati i brani On a Roll e Right Where It Belongs, il primo dei quali estratto come singolo.

### 2020-2022:Plastic HeartseAttention: Miley Live

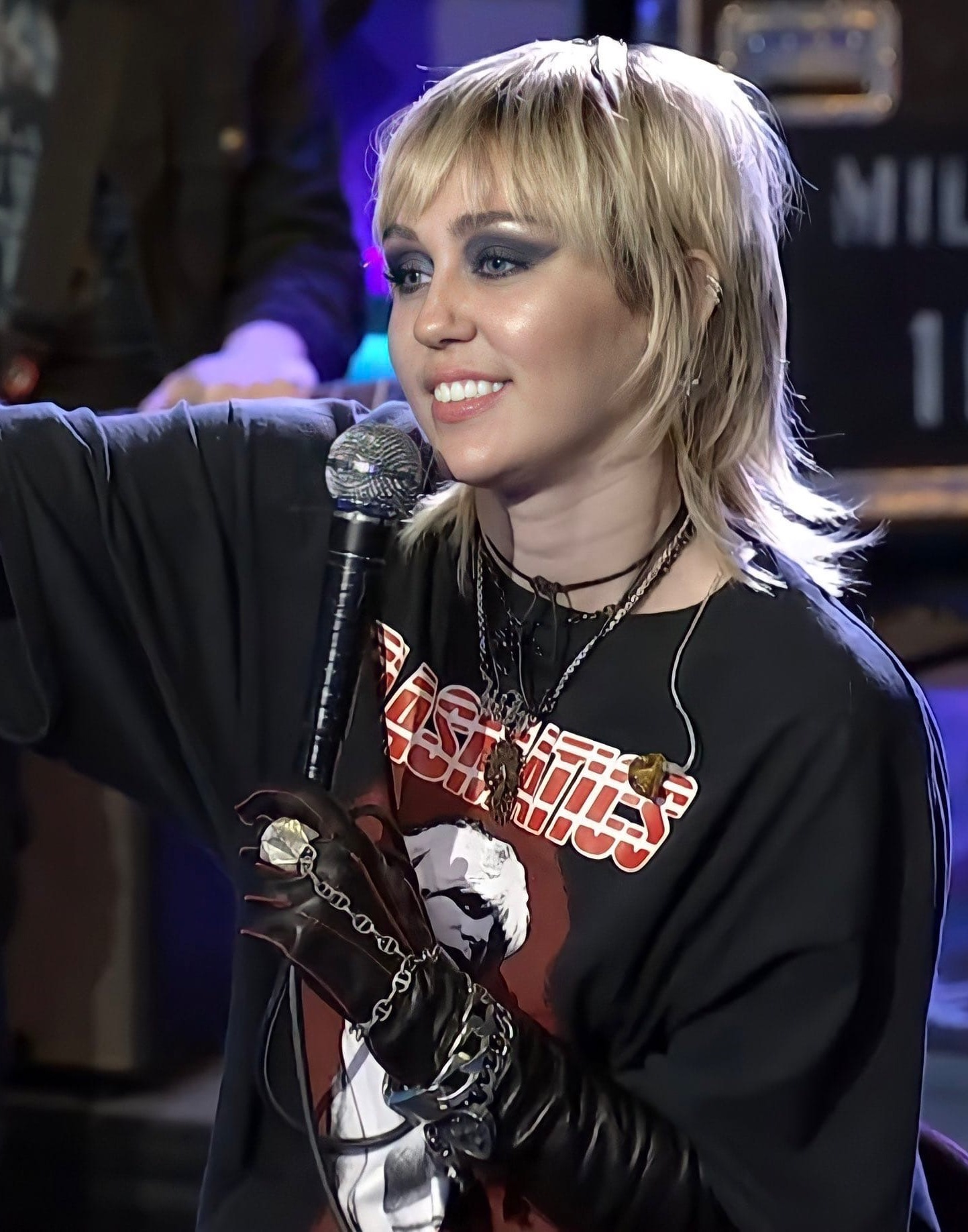
Miley Cyrus nel 2020

Nel 2020 Cyrus ha dichiarato di aver rimandato la pubblicazione del nuovo album di inediti a causa della pandemia di COVID-19. Il 14 agosto dello stesso anno viene pubblicato il singolo Midnight Sky, promosso dal relativo video da lei diretto e interpretato; inoltre, ha confermato la cancellazione degli EP She Is Here e She Is Everything che in precedenza la cantante stessa aveva annunciato come successori di She Is Coming. Il 6 novembre viene messo in commercio anche il remix di Midnight Sky, ovvero Edge of Midnight (Midnight Sky Remix), che consiste in un mash up del brano con Edge of Seventeen della cantante Stevie Nicks. Midnight Sky ha anticipato la pubblicazione del settimo album in studio Plastic Hearts, avvenuta il 27 novembre successivo.
Una settimana prima della pubblicazione del disco, il 20 novembre, è stato estratto come secondo singolo Prisoner, brano che vede la partecipazione della cantante Dua Lipa e pubblicato in concomitanza con il rispettivo video musicale. Plastic Hearts si compone di dodici tracce nella versione standard e al suo interno contiene altre due collaborazioni, rispettivamente con Billy Idol e Joan Jett; nella versione digitale sono state aggiunte le reinterpretazioni dei brani Heart of Glass dei Blondie e Zombie dei The Cranberries, già proposte dal vivo dalla cantante nel corso dei mesi di settembre e ottobre, e il sopracitato remix di Midnight Sky. Al momento della sua pubblicazione, Plastic Hearts è stato accolto positivamente dalla critica e ha debuttato al primo posto in Canada e al secondo negli Stati Uniti.
Il 4 marzo 2021, completato l'impegno contrattuale con RCA Records della durata di tre album, la cantante ha firmato un nuovo contratto discografico con la Columbia Records. La prima pubblicazione per la nuova etichetta è stata il remix del brano Without You di The Kid Laroi, pubblicato il 30 aprile successivo insieme al rispettivo video. A giugno 2021 è stato distribuito su Peacock TV un concerto celebrativo tenuto dalla cantante per l'annuale Pride, mentre il 31 dicembre ha condotto su NBC lo speciale televisivo Miley's New Year's Eve insieme a Pete Davidson.
A fine marzo 2022 è stata impegnata in un breve tour in America meridionale, il primo a distanza di otto anni dal Bangerz Tour, che avrebbe dovuto prevedere anche la partecipazione della cantante al festival Asunciónico in Paraguay, cancellato alla vigilia della partenza per condizioni climatiche avverse. Al tour ha fatto seguito la pubblicazione del suo secondo album dal vivo Attention: Miley Live, contenente venti brani eseguiti alla Crypto.com Arena di Los Angeles e gli inediti Attention e You. Il 31 dicembre 2022 ha condotto nuovamente lo speciale televisivo Miley's New Year's Eve, questa volta affiancata da Dolly Parton.

### 2023-presente:Endless Summer VacationeSomething Beautiful
Il 1º gennaio 2023 Cyrus ha annunciato il singolo Flowers, reso disponibile il 13 dello stesso mese, anticipato a dicembre 2022 dalla affissione di cartelloni pubblicitari con iscritto New Year, New Miley in varie città del mondo. Complice anche l'interesse mediatico scaturito dai riferimenti alla relazione con l'ex marito Liam Hemsworth contenuti sia nel testo che nel suo videoclip, il brano ha rappresentato la rinascita commerciale dell'artista: ottenendo successo a livello internazionale, ha stabilito il record di brano più riprodotto nella prima settimana di disponibilità sulla piattaforma Spotify (96 milioni di riproduzioni) e sin dal suo esordio ha raggiunto la vetta delle classifiche di numerose nazioni, tra cui Australia, Regno Unito e Stati Uniti d'America. Il singolo è stato anche uno dei più ascoltati dell'estate a livello mondiale secondo Spotify.
La pubblicazione ha inoltre rappresentato la prima anticipazione all'ottavo album in studio dell'artista, intitolato Endless Summer Vacation e messo in commercio il 10 marzo seguente. L'uscita del progetto è stata accompagnata dalla distribuzione del film concerto Miley Cyrus - Endless Summer Vacation (Backyard Sessions) su Disney+. Per promuovere il disco, le tracce River e Jaded sono state mandate in rotazione radiofonica negli Stati Uniti tra i mesi di marzo e aprile. Il 25 agosto seguente viene pubblicato il singolo Used to Be Young, incluso nella riedizione digitale e streaming dell'album. L'inedito è servito anche ad accompagnare la pubblicazione di una nuova intervista da parte della cantante trasmessa in prima visione su ABC il 24 agosto, nella quale riflette circa la sua crescita artistica e personale a dieci anni di distanza dalla controversa esibizione agli MTV Video Music Awards 2013.
La critica ha accolto favorevolmente il progetto: Cyrus si è aggiudicata tre Billboard Music Awards nel 2023 e sei candidature ai Grammy Awards 2024, trionfando nelle categorie di registrazione dell'anno e miglior interpretazione pop solista per Flowers, eseguito dal vivo durante la manifestazione. Il 1º marzo 2024 viene pubblicato il singolo Doctor (Work It Out) in collaborazione di Pharrell Williams, mentre il giorno seguente la cantante viene premiata con il suo primo BRIT Award in carriera ancora una volta grazie a Flowers. Sempre al marzo 2024 è datata collaborazione con Beyoncé al brano II Most Wanted, contenuto nell'album della collega Cowboy Carter e successivamente pubblicato come singolo radiofonico. La collaborazione frutta alla cantante il suo terzo premio Grammy, questa volta nella categoria Miglior interpretazione country di un duo o un gruppo. Nello stesso periodo viene coinvolta nella realizzazione dell'album tributo al gruppo dei Talking Heads Everyone's Getting Involved: A Tribute to Talking Heads' Stop Making Sense, incidendo una propria versione del noto brano Psycho Killer.
Come anticipato in un'intervista concessa a Harper's Bazaar nel novembre 2024 e fatto intendere attraverso una serie di cartelloni pubblicitari affissi per il mondo, nel 2025 viene fissata la pubblicazione del nono album di inediti, intitolato Something Beautiful. Il progetto, la cui produzione esecutiva è stata gestita dalla stessa Cyrus insieme a Shawn Everett, è composto da tredici tracce e trae ispirazione dall'album dei Pink Floyd del 1979 The Wall. Un video promozionale per il progetto conferma l'uscita di un lungometraggio omonimo in giugno, il quale vede la partecipazione della modella Naomi Campbell. Il primo estratto, End of the World, è stato reso disponibile il 4 aprile.

## Stile musicale e influenze

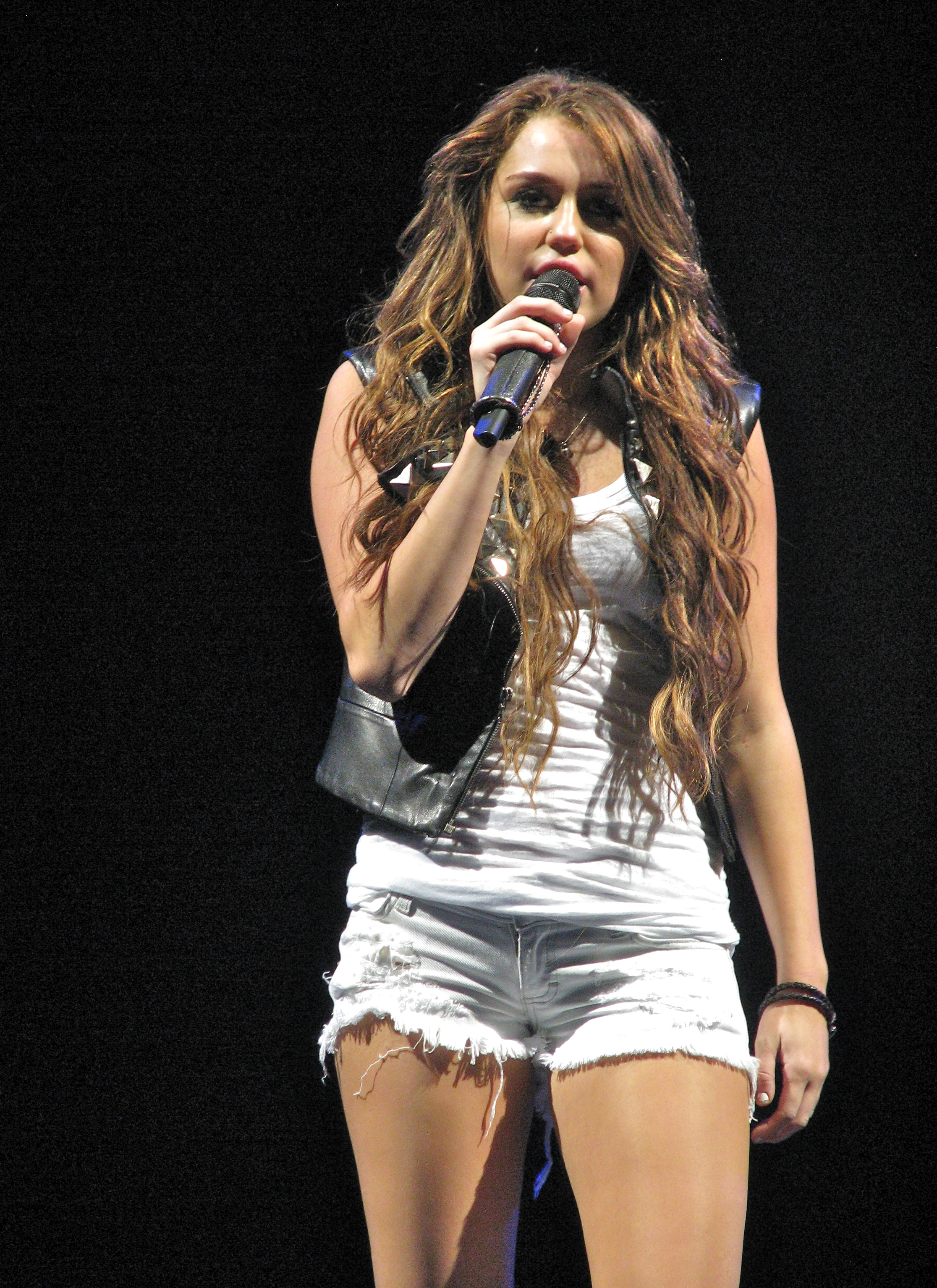
Miley Cyrus in concerto nel 2009

Miley Cyrus ha più volte definito Elvis Presley come la principale fonte di ispirazione musicale per la cantante; al noto cantante la Cyrus aveva anche dedicato un santuario custodito all'interno della propria abitazione di Malibù, che è andata a fuoco durante gli incendi in California del novembre 2018. Diversi altri artisti come Madonna, Dolly Parton, Timbaland, Joan Jett, Shania Twain, Lil'Kim, gli OneRepublic, gli Hanson, Christina Aguilera e Britney Spears ne hanno tutti significativamente influenzato lo stile musicale nel corso della carriera.
Cyrus, che possiede un'estensione vocale da mezzosoprano, sin dagli inizi della sua carriera è stata etichettata come un'artista prettamente pop. La cantante, già prima della conclusione di Hannah Montana, ha iniziato a discostarsi dal suono tipicamente bubblegum pop espresso fino ad allora al fine di ricercare uno stile adatto ad un pubblico più maturo, andando per questo motivo ad incorporare elementi tipici della musica country nei singoli These Four Walls (2008) e The Climb (2009). L'album Can't Be Tamed (2010) si orienta invece verso sonorità più propriamente elettropop; con il suo successore Bangerz (2013), pubblicato in seguito a un lungo periodo di pausa dalla musica, la cantante è passata a un suono maggiormente influenzato dal synth pop e dall'hip hop. La parentesi sperimentale offerta da Miley Cyrus & Her Dead Petz (2015) segna invece una virata verso la psichedelia, mentre con Younger Now (2017) si riavvicina alle tendenze country degli esordi. Plastic Hearts (2020) segna una virata verso il genere rock, pur rimanendo fedele alle sonorità pop che hanno sempre contraddistinto il suo stile musicale.

## Vita privata
Nel 2009, durante le riprese del film The Last Song, ha iniziato una relazione a fasi alterne con l'attore australiano Liam Hemsworth. Dopo essere tornati insieme nel 2016, Hemsworth e Cyrus si sono sposati il 23 dicembre 2018 nella loro abitazione di Franklin, nel Tennessee. Il 10 agosto 2019, dopo appena otto mesi di matrimonio, la coppia ha annunciato la separazione. Undici giorni più tardi Hemsworth ha presentato istanza di divorzio, citando differenze inconciliabili. Dal 2022 ha una relazione con il bassista Maxx Morando.
Miley Cyrus ha fatto coming out come pansessuale alla madre quando aveva 14 anni, dicendo: «Non voglio mai etichettare me stessa! Sono pronta ad amare chiunque mi ama per chi sono io! Io sono aperta». Nel giugno del 2015 Time ha riportato che la cantante si identificasse come appartenente ad un genere non-binario. È una sostenitrice del movimento LGBT ed ha spesso affermato le sue convinzioni sul tema. La sua canzone My Heart Beats for Love (2010) è stata scritta per uno dei suoi amici gay, mentre da allora in poi ha dichiarato che Londra è il suo luogo preferito di lavoro a causa della vasta comunità gay presente; ha anche un tatuaggio sull'anulare che simboleggia il suo sostegno al matrimonio tra persone dello stesso sesso.
Nel novembre 2019 si è sottoposta a un intervento chirurgico per correggere un'infiammazione cronica alle corde vocali dovuta all'edema di Reinke, che sarebbe potuta peggiorare ancora negli anni a seguire.
Cyrus è stata cresciuta come cristiana e si è identificata come tale durante tutta la sua infanzia e la prima giovinezza; include ampi riferimenti al buddhismo tibetano nei testi di Milky Milky Milk (2015).
Cyrus è aperta anche sull'uso ricreativo della cannabis, affermando in un'intervista concessa a Rolling Stone che essa è «la sostanza migliore esistente sulla terra» e l'ha chiamata, insieme all'MDMA, una «droga felice». Prima di sottoporsi a un intervento chirurgico alle corde vocali nel novembre 2019 e durante il ricovero post-operatorio, si è astenuta dall'utilizzo di droghe o alcol.

## Successo commerciale e popolarità

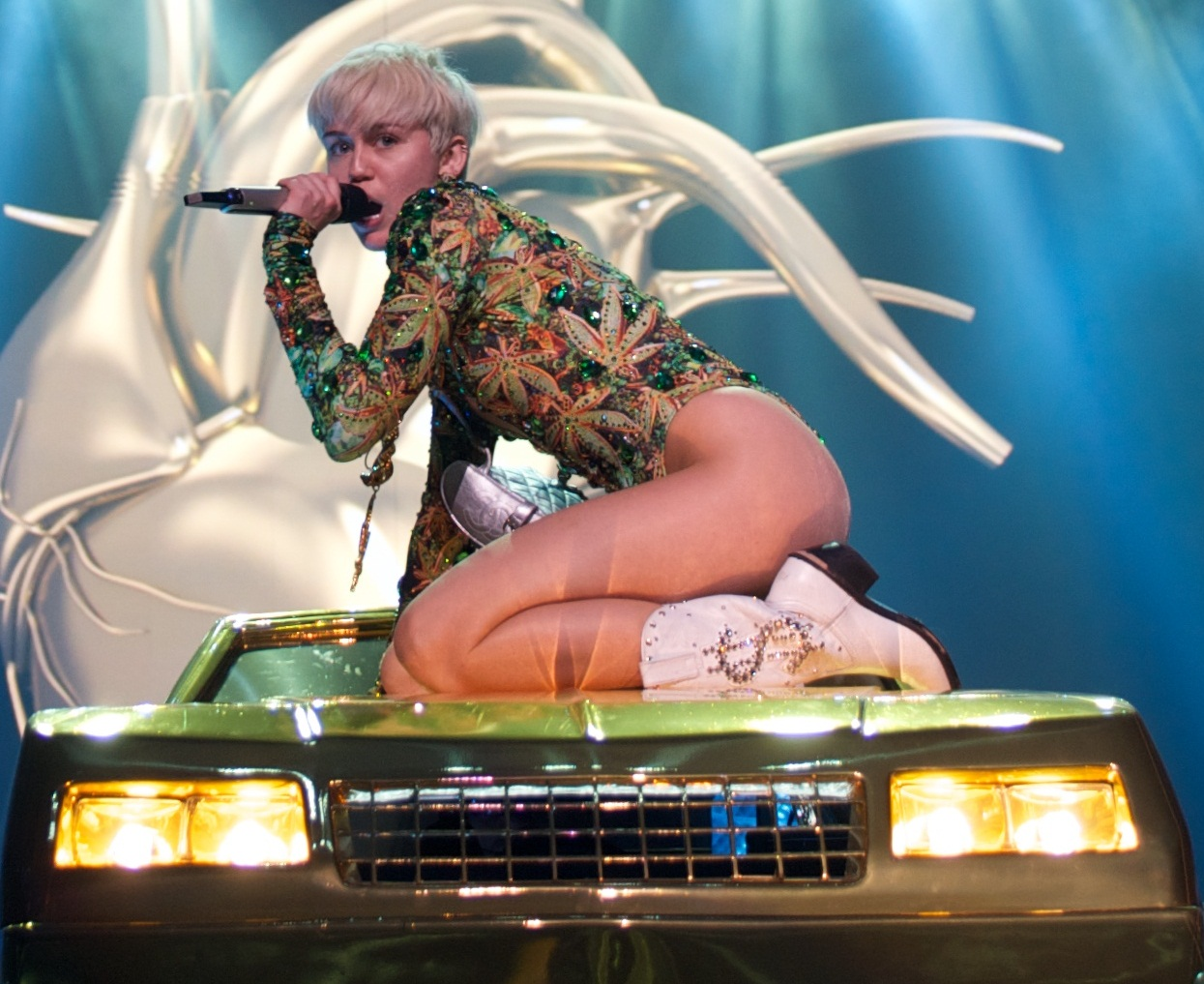
Miley Cyrus in concerto nel febbraio 2014 a Vancouver

Nel 2007 Cyrus ha guadagnato 18 milioni di dollari, mentre nel 2008 è arrivata alla somma di 25 milioni. È entrata quindi nella classifica di Forbes delle cento celebrità più pagate, occupando la posizione numero 35.
La rivista Parade l'ha definita la più ricca delle celebrità adolescenti e il suo franchising era stimato per circa un milione di dollari. Nel 2009 sempre Forbes l'ha classificata alla posizione numero 29 della classifica Celebrity 100 per aver guadagnato un totale di 25 milioni, per poi salire fino alla posizione numero 13 guadagnando, solo nel 2010, 54 milioni di dollari.
Lavorando sul set di Hannah Montana, Miley venne pagata $15 000 a episodio. Nonostante ricevesse uno stipendio inferiore rispetto ad altre star della Disney, all'età di diciassette anni entrò nella classifica delle venti cantanti femminili più ricche di sempre, alla posizione numero 19, avendo guadagnato più di 100 milioni di dollari in cinque anni di attività. È entrata anche nella classifica delle adolescenti più ricche di Hollywood, alla prima posizione, con un patrimonio di 120 milioni.
Nel giugno 2011 Miley Cyrus è stata classificata ottava dalla rivista Rolling Stone nella sua classifica finalizzata a determinare la «regina del pop». Per la stesura della classifica finale sono stati presi in considerazione numerosi dati: Miley è arrivata al settimo posto nella classifica digitale, avendo venduto 14 763 000 copie, al quinto posto in fatto di visualizzazioni del suo canale YouTube, all'undicesimo posto in base alle presenze nella Billboard Hot 100 con 164,2 punti e al primo posto nella classifica dei social network per il numero di seguaci sulle piattaforme Facebook, Instagram e Twitter. Nel 2013 compare sulla rivista Maxim conquistando il primo posto tra le cento donne più sexy del mondo.

## Filantropia
Nel settembre del 2008 ha partecipato ad un evento di beneficenza per raccogliere fondi destinati alla lotta contro il cancro, cantando Just Stand Up con altre artiste, tra le quali Nicole Scherzinger, Beyoncé, Rihanna e Mariah Carey. In seguito al terremoto di Haiti del 2010, Miley ha contribuito cantando insieme ad altri importanti artisti We Are the World 25 for Haiti ed Everybody Hurts, due singoli di beneficenza. Anche in questo caso, il ricavato della canzone è stato devoluto per la ricerca contro il cancro. Ha registrato anche Send It On, un singolo cantato insieme ad altre star Disney per beneficenza.
Nell'agosto 2012 ha donato i suoi capelli a un'associazione di beneficenza per persone affette da cancro. Nello stesso anno ha pubblicato una versione di You're Gonna Make Me Lonesome When You Go di Bob Dylan con Johnzo West per l'organizzazione benefica Amnesty International come parte dell'album Chimes of Freedom.
Supporta anche trentanove enti di beneficenza tra cui: Make-a-Wish Foundation, Cystic Fibrosis Foundation, St. Jude's Children's Research Hospital, To Write Love on Her Arms, NOH8 Campaign, Love Is Louder Than the Pressure to Be Perfect e The Jed Foundation. Nel 2013 Cyrus è stata nominata la quattordicesima celebrità più caritatevole dell'anno da Do Something.

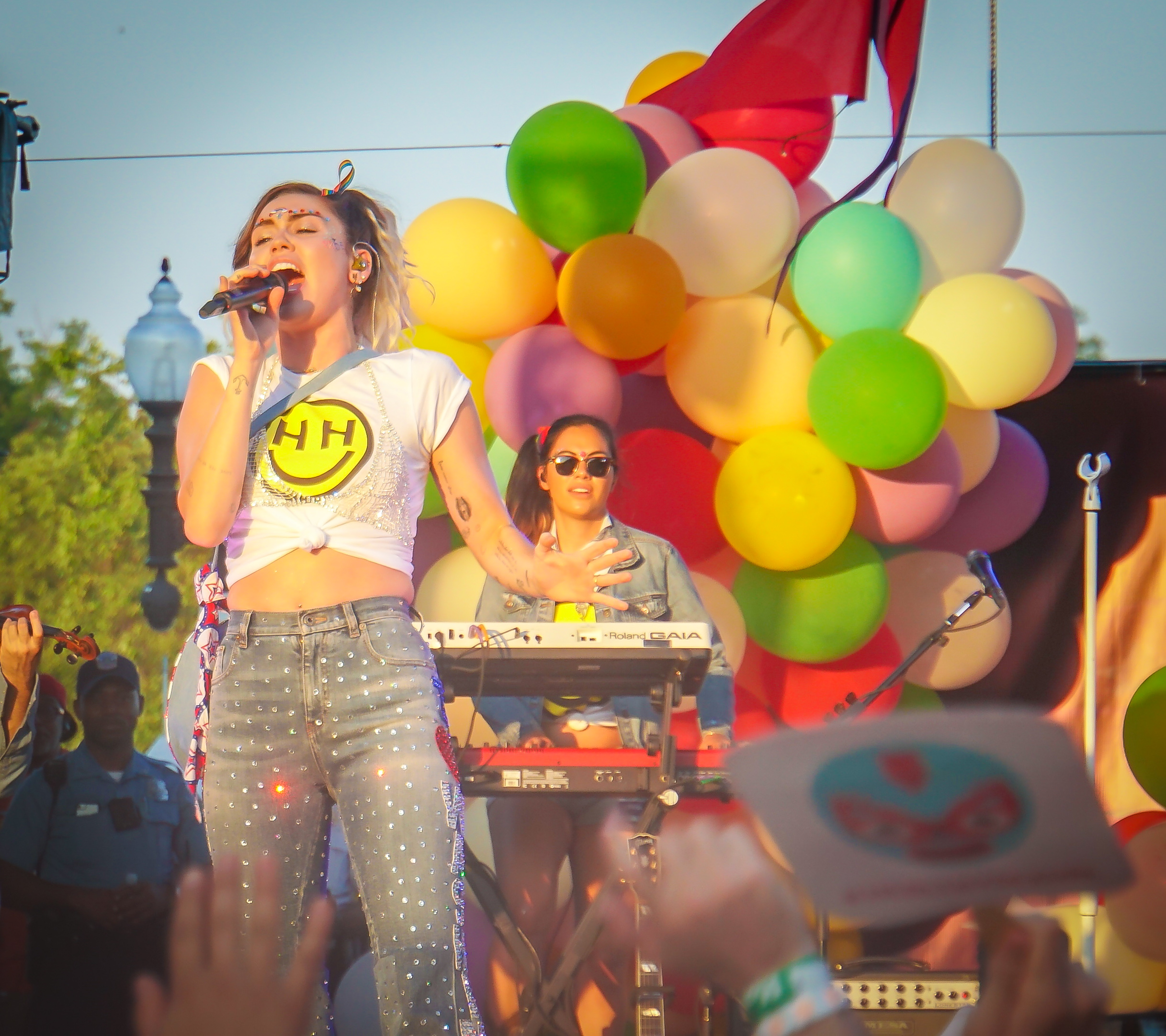
Miley Cyrus al Gay pride di Washington 2017

Nel maggio 2014 Cyrus ha fondato la Happy Hippie Foundation, che lavora per «combattere l'ingiustizia nei confronti dei giovani senzatetto, dei giovani LGBTQ e di altre popolazioni vulnerabili». Dal 2014, la fondazione ha servito quasi 1 500 giovani senzatetto a Los Angeles, ha raggiunto più di 25 000 giovani della comunità LGBTQ e le loro famiglie e ha fornito servizi sociali a persone transgender, giovani nelle zone di conflitto e persone colpite da situazioni di crisi. Happy Hippie incoraggia i fan della Cyrus a sostenere le cause tra cui l'uguaglianza di genere, i diritti LGBTQ e la salute mentale attraverso campagne di sensibilizzazione e raccolta fondi.
La Cyrus dall'agosto del 2014 è impegnata con la fondazione My Friend's Place, luogo che ispira i giovani senzatetto a costruire vite autosufficienti. Agli MTV Video Music Awards 2014, quando Jimmy Fallon annunciò che Miley aveva vinto il premio di video dell'anno, al posto di accettarlo lei stessa, mandò sul palcoscenico un uomo chiamato Jesse, un senzatetto di ventidue anni che Miley incontrò a My Friend's Place, il cui discorso incoraggiò i musicisti ad apprendere di più circa i senzatetto che abitano a Los Angeles e cosa possono fare per rendersi utili mediante la pagina Facebook della cantante. Successivamente, lancia la campagna Prizeo atta a riscuotere fondi per My Friend's Place e ad aiutare i giovani tra i 12 e i 25 anni a trovare lavoro, casa, cure mediche e istruzione. Coloro che avessero effettuato donazioni automaticamente sarebbero stati inseriti in una lotteria attraverso cui avrebbero potuto vincere biglietti per il concerto di Miley a Rio de Janeiro.
Nel gennaio 2015 viene distribuita la linea Viva Glam della MAC Cosmetics che vede come nuova testimonial la Cyrus. Il ricavato è stato devoluto alla MAC AIDS FUND, un fondo utilizzato per aiutare donne, bambini e uomini affetti dal virus dell'HIV. A settembre 2015 è stata messa in commercio una seconda linea, Viva Glam 2, in collaborazione con la medesima azienda.

## Filmografia

### Attrice

#### Cinema
- Big Fish - Le storie di una vita incredibile (Big Fish), regia di Tim Burton (2003)
- Hannah Montana & Miley Cyrus: Best of Both Worlds Concert, regia di Bruce Hendricks (2008)
- Hannah Montana: The Movie, regia di Peter Chelsom (2009)
- The Last Song, regia di Julie Anne Robinson (2010)
- Sex and the City 2, regia di Michael Patrick King (2010)
- Justin Bieber: Never Say Never, regia di Jon M. Chu (2011)
- LOL - Pazza del mio migliore amico (LOL), regia di Lisa Azuelos (2012)
- Una spia al liceo (So Undercover), regia di Tom Vaughan (2012)
- Sballati per le feste! (The Night Before), regia di Jonathan Levine (2015)
- Drive-Away Dolls, regia di Ethan Coen (2024)

#### Televisione
- Doc – serie TV, episodi 1x01-2x08-4x06 (2001-2003)
- Hannah Montana – serie TV, 101 episodi (2006-2011)
- Zack e Cody al Grand Hotel (The Suite Life of Zack and Cody) – serie TV, episodio 2x20 (2006)
- High School Musical 2, regia di Kenny Ortega – film TV (2007)
- Zack e Cody sul ponte di comando (The Suite Life on Deck) – serie TV, episodio 1x21 (2009)
- Due uomini e mezzo (Two and a Half Men) – serie TV, episodi 10x04-10x07 (2012)
- A Very Murray Christmas – film TV (2015)
- Crisi in sei scene (Crisis in Six Scenes) – serie TV (2016)
- Black Mirror – serie TV, episodio 5x03 (2019)

### Doppiatrice
- The Replacements - Agenzia sostituzioni (The Replacements) – serie TV, episodio 2x05 (2007)
- A scuola con l'imperatore (The Emperor's New School) – serie TV, episodi 2x01-2x11 (2007)
- Bolt - Un eroe a quattro zampe (Bolt), regia di Byron Howard e Chris Williams (2008)
- Super Rhino, regia di Nathan Greno (2009)
- Guardiani della Galassia Vol. 2 (Guardians of the Galaxy Vol. 2), regia di James Gunn (2017)
- Human Resources – serie TV, 5 episodi (2023)

## Programmi Televisivi
- Miley: The Movement (2013)
- MTV Unplugged Presents: Miley Cyrus Backyard Sessions (2020)
- Miley Cyrus Presents Stand By You (2021)
- Miley's New Year's Eve Party (2021-2022)
- Endless Summer Vacation (Backyard Sessions) (2023)
- Billion Club Live with Miley Cyrus: A Concert Film (2025)

## Discografia

### Album in studio
- 2007 – Meet Miley Cyrus
- 2008 – Breakout
- 2010 – Can't Be Tamed
- 2013 – Bangerz
- 2015 – Miley Cyrus & Her Dead Petz
- 2017 – Younger Now
- 2020 – Plastic Hearts
- 2023 – Endless Summer Vacation
- 2025 – Something Beautiful

### Album dal vivo
- 2008 – Best of Both Worlds Concert
- 2022 – Attention: Miley Live

## Tournée
- 2007/08 – Best of Both Worlds Tour
- 2009 – Wonder World Tour
- 2011 – Gypsy Heart Tour
- 2014 – Bangerz Tour

Tour promozionali
- 2015 – Milky Milky Milk Tour
- 2022 – Attention Tour

## Opere
- La mia strada [Miles to Go], Mondadori, 2009, ISBN 9788852208027.

## Riconoscimenti

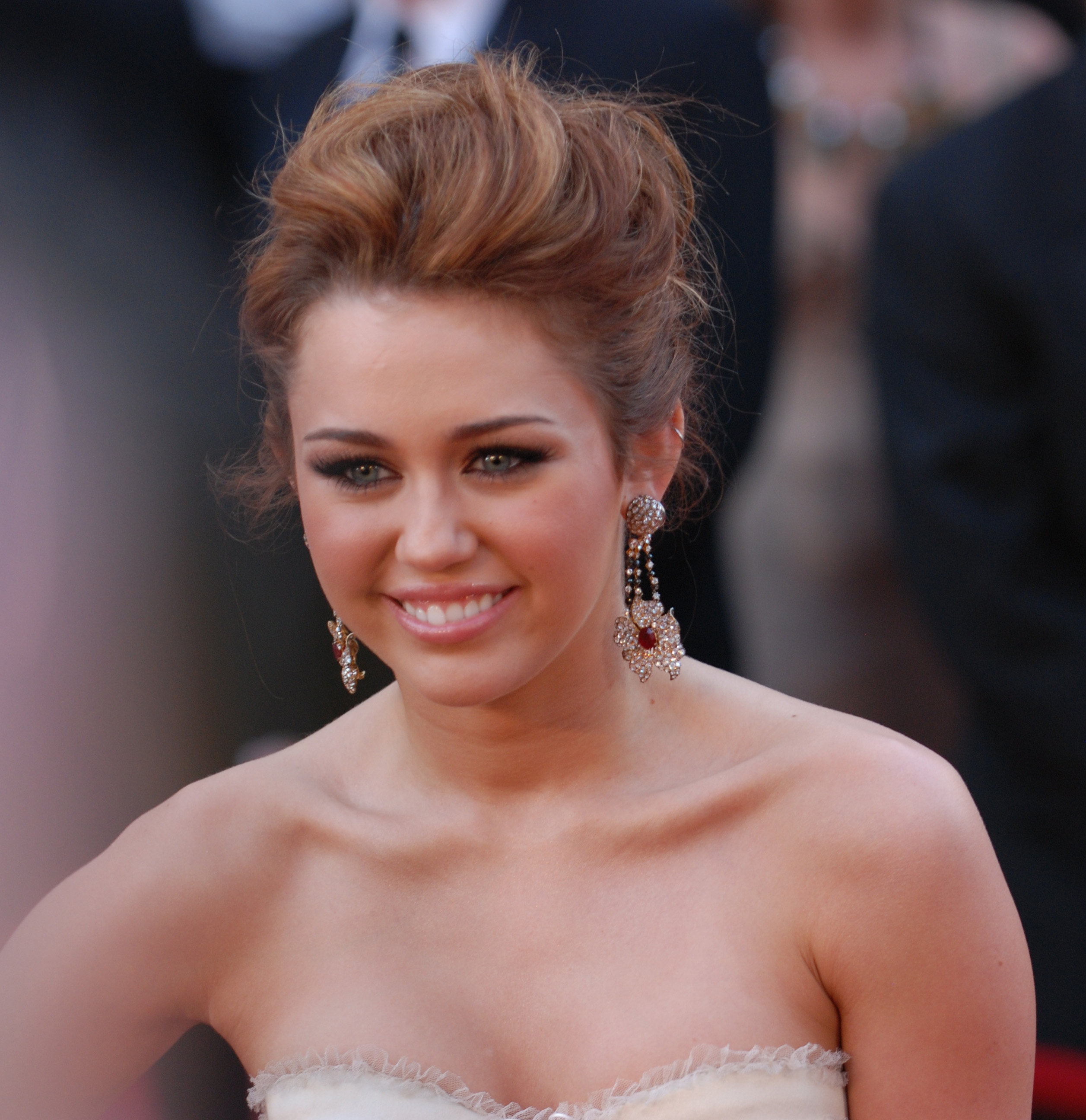
Miley Cyrus ai premi Oscar 2010

Nel corso della sua carriera, Miley Cyrus ha accumulato numerosi riconoscimenti sia per il suo impegno in campo cinematografico e televisivo che musicale. Vanta, in particolare, la vittoria di tre Grammy Award, cinque Billboard Music Awards, un BRIT Award, due MTV Europe Music Awards, tre MTV Video Music Awards e diciassette Teen Choice Awards su quarantatré candidature, risultando essere l'artista più nominata nella storia della manifestazione. Inoltre, Cyrus costituisce uno dei pochi esempi di attori bambini che sono riusciti a costruirsi una carriera musicale di successo. In virtù di tale considerazione, a 31 anni d'età, nel 2024 è diventata la più giovane artista ad essere premiata con il prestigioso riconoscimento di Disney Legend per il contributo offerto alla Walt Disney Company nel corso della sua carriera.

## Doppiatrici italiane
Nelle versioni in italiano delle opere in cui ha recitato, Miley Cyrus è stata doppiata da:
- Virginia Brunetti in Hannah Montana[228], Zack e Cody al Grand Hotel, Zack e Cody sul ponte di comando, Hannah Montana: The Movie, The Last Song, LOL - Pazza del mio migliore amico, Sex and the City 2
- Gemma Donati in Una spia al liceo, Black Mirror
- Chiara Gioncardi in Due uomini e mezzo
- Benedetta Degli Innocenti in Sballati per le feste, Drive-Away Dolls
- Domitilla D'Amico in Crisi in sei scene

Da doppiatrice è sostituita da:
- Virginia Brunetti ne I Griffin
- Giulia Tarquini in Bolt - Un eroe a quattro zampe
- Monica Vulcano in Human Resources